# Requiem (mis)
Een requiem is een katholieke mis, die wordt opgedragen voor een overledene. Ook is het de aanduiding voor een daarbij behorend muziekstuk.
Meestal is de context een uitvaartplechtigheid, maar een requiemmis kan ook gevierd worden op Allerzielen (2 november), en als votiefmis voor de doden. De naam is afgeleid van het lied, dat bij de intocht gezongen wordt, het introïtus Requiem æternam. (Latijn: eeuwige rust). Volgens de katholieke leer bekort het opdragen van een requiemmis het verblijf van geredde zielen in het vagevuur. Naast de gregoriaanse monotische gezangen hebben veel componisten, waaronder Lassus, Biber, Mozart, Berlioz, Verdi, Fauré en Duruflé meerstemmige requiemmissen gecomponeerd.

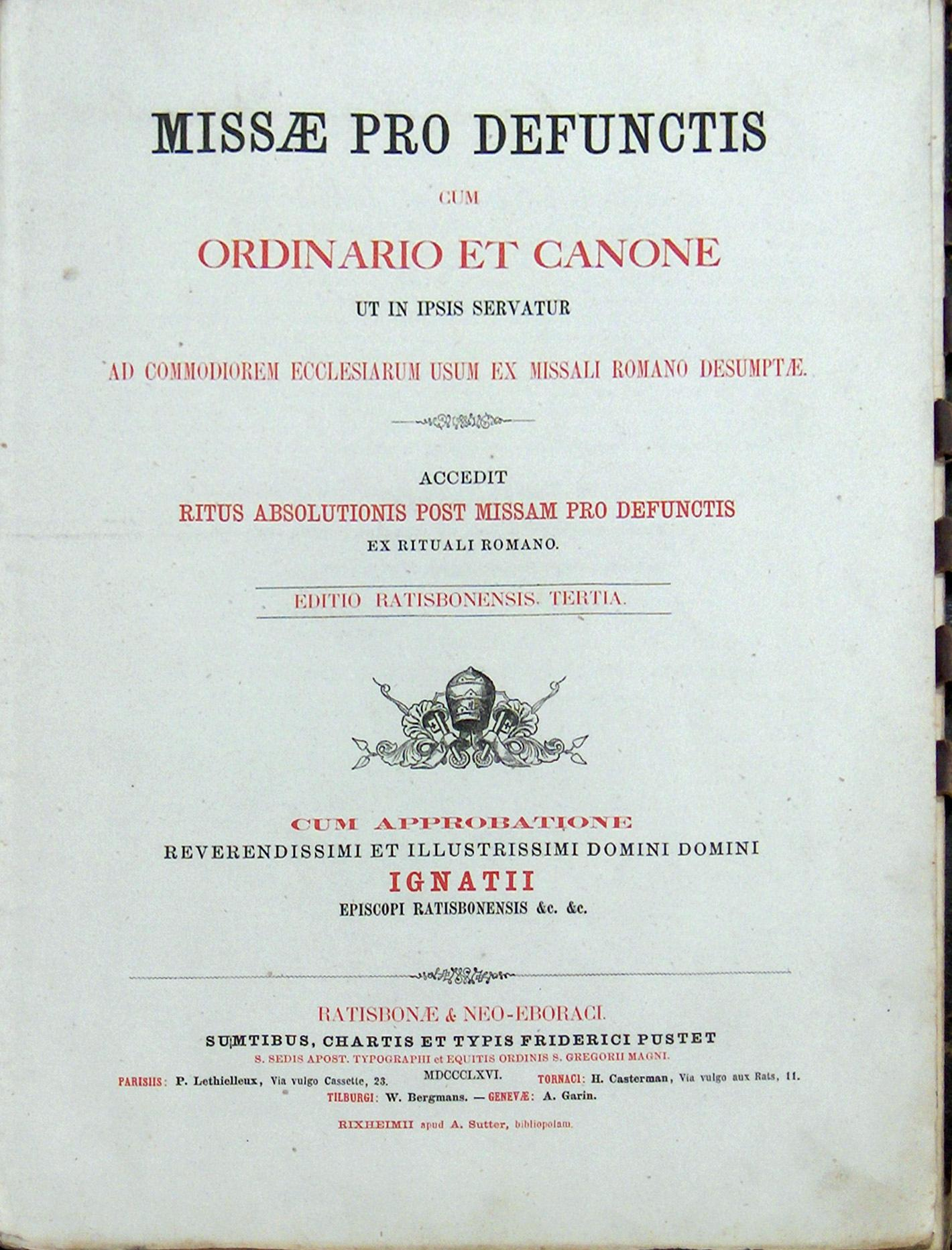
Missaal met de dodenmis, 1866

## Samenstelling van het requiem

### Structuur
Vele zettingen van het requiem, waaronder vrijwel alle requiems tot en met de renaissance, zijn gebaseerd op het katholieke requiem van vóór het Tweede Vaticaanse Concilie (1962-1965). Daar is ook de oorsprong van de benaming van het genre.
De tekst van het requiem, die vast was, bestaat uit de volgende delen:
1. Introïtus: Requiem aeternam
2. Kyrie
3. Graduale: Requiem aeternam
4. Tractus: Absolve
5. Sequentia: Dies irae
6. Offertorium: Domine Jesu Christe
7. Sanctus
8. Agnus Dei
9. Communio: Lux aeterna

Van het ordinarium, de gewone gedeelten van de mis, worden het Gloria en het Credo dus niet gezongen. Het
In paradisum, dat gezongen wordt bij het buitendragen van de kist of de urne, en het Libera me, een responsorium dat gezongen wordt bij de kist onmiddellijk voor de begrafenis, worden ook vaak getoonzet als waren ze een deel van het requiem, al horen ze er strikt genomen niet in.
Na het Tweede Vaticaans Concilie kwamen er vele veranderingen in de begrafenisliturgie, kleinere (in het Agnus Dei werden de woorden dona eis requiem en dona eis requiem sempiternam vervangen door miserere nobis en dona nobis pacem) en grotere (het hele Dies irae werd weggelaten), en er werd een veelvoud aan wisselende gezangen ter beschikking gesteld, waaronder ook diverse psalmteksten met Alleluja.
Het weglaten van het Dies irae werd al geanticipeerd een kleine eeuw voor Vaticaan II door sommige componisten, zoals Fauré en Duruflé (zie verder). Maar die zetten dan vaak wel de laatste strofe ervan, wellicht geïnspireerd door een traditie in sommige kerken, waar het Pie Jesu gezongen werd na de consecratie.

### Tekst van het requiem, hetPie Jesuen hetLibera me
| Tekst | Vertaling |
| --- | --- |
| Requiem aeternam Requiem aeternam dona eis, Domine. Et lux perpetua luceat eis. Te decet hymnus, Deus, in Sion, Et tibi reddetur votum in Jerusalem Exaudi orationem meam Ad te omnis caro veniet. Kyrie eleison Kyrie eleison, Christe eleison, Kyrie eleison. Requiem aeternam Requiem aeternam dona eis, Domine. Et lux perpetua luceat eis. In memoria aeterna erit justus, ab auditione mala non timebit. Absolve Absolve, Domine, animas omnium fidelium defunctorum ab omni vinculo delictorum. Et gratia tua illis succurente mereantur evadere judicium ultionis, et lucis aeternae beatitudine perfrui. Dies Irae Dies irae, dies illa Solvet saeclum in favilla, Teste David cum Sibylla. Quantus tremor est futurus, Quando judex est venturus, Cuncta stricte discussurus! Tuba mirum spargens sonum Per sepulcra regionum, Coget omnes ante thronum. Mors stupebit et natura, Cum resurget creatura, Judicanti responsura. Liber scriptus proferetur, In quo totum continetur, Unde mundus judicetur. Judex ergo cum sedebit, Quidquid latet apparebit. Nil inultum remanebit. Quid sum miser tunc dicturus? Quem patronum rogaturus, Cum vix justus sit securus? Rex tremendae majestatis qui salvandos salvas gratis salva me, fons pietatis Recordare, Jesu pie, Quod sum causa tuae viae: Ne me perdas illa die. Quaerens me, sedisti, lassus; Redemisti crucem passus; Tantus labor non sit cassus. Juste Judex ultionis, Donum fac remissionis Ante diem rationis. Ingemisco tanquam reus, Culpa rubet vultus meus; Supplicanti parce, Deus. Qui Mariam absolvisti, Et latronem exaudisti, Mihi quoque spem dedisti. Preces meae non sunt dignae, Sed tu, bonus, fac benigne, Ne perenni cremer igne. Inter oves locum praesta, Et ab haedis me sequestra, Statuens in parte dextra. Confutatis maledictis Flammis acribus addictis, Voca me cum benedictis. Oro supplex et acclinis, Cor contritum quasi cinis, Gere curam mei finis. Lacrimosa dies illa, Qua resurget ex favilla Judicandus homo reus.: Huic ergo parce, Deus: Pie Jesu Domine: Dona eis requiem. Amen. Domine, Jesu Christe Domine Jesu Christe, Rex gloriae, libera animas omnium fidelium defunctorum de poenis inferni et de profundo lacu. Libera eas de ore leonis, ne absorbeat eas Tartarus, ne cadant in obscurum. Sed signifer sanctus Michael representet eas in lucem sanctam, quam olim Abrahae promisisti et semini eius. Hostias et preces tibi, Domine, laudis offerimus. Tu suscipe pro animabus illis quarum hodie memoriam facimus. Fac eas, Domine, de morte transire ad vitam, quam olim Abrahae promisisti et semini eius. Sanctus Sanctus, sanctus sanctus Dominus, Deus sabaoth. Pleni sunt coeli et terra gloria tua. Hosanna in excelsis Benedictus qui venit in nomine Domini. Hosanna in excelsis. Lux aeterna Lux æterna luceat eis, Domine, cum sanctis tuis in æternum, quia pius es. Requiem æternam dona eis, Domine; et lux perpetua luceat eis. In Paradisum In paradisum deducant te angeli; in tuo adventu suscipiant te martyres et perducant te in civitatem sanctam Jerusalem. Chorus angelorum te suscipiat et cum Lazaro, quondam paupere, aeternam habeas requiem. Libera me Libera me, Domine, de morte aeterna in die illa tremenda quando coeli movendi sunt et terra, dum veneris judicare saeculum per ignem. Tremens factus sum ego et timeo, dum discussio venerit atque venture ira: quando coeli movendi sunt et terra. | Requiem aeternam Geef hun eeuwige rust, O Heer En laat het eeuwig licht op hen schijnen U komt een lofzang toe, O God op de Zion, Een gelofte zal U betaald worden in Jeruzalem Verhoor mijn gebed Alle vlees zal voor U komen. Kyrie eleison Heer, wees ons genadig. Christus, wees ons genadig. Heer, wees ons genadig. Requiem aeternam Geef hun eeuwige rust, O Heer En laat het eeuwig licht op hen schijnen De rechtvaardige zal in herinnering blijven voor eeuwig; voor een boos gerucht zal hij niet vrezen Absolve Bevrijd, Heer, de zielen van alle overleden gelovigen van alle banden van zonden. En mogen zij, met de hulp van uw genade, verdienen aan het oordeel der wraak te ontkomen en te genieten van de zaligheid van het eeuwige licht. Dies Irae Deze dag, deze dag van toorn, zal de wereld wegteren tot as, zoals voorspeld door David en de Sibille. Wat een siddering zal er zijn wanneer de rechter zal komen om alles nauwgezet te onderzoeken! De trompet, zijn wonderbaarlijke klank verspreidend over de graven van de landen, roept allen bijeen voor de troon. Dood en natuur zullen verstomd staan wanneer het schepsel zal verrijzen om voor de rechter rekenschap af te leggen. Het geschreven boek zal gebracht worden waarin alles staat waardoor de wereld veroordeeld zal worden Wanneer de rechter zijn plaats inneemt zal alles dat verborgen is verschijnen: niets zal ongewroken blijven Wat zal ik beklagenswaardige dan zeggen? Op welke beschermer zal ik een beroep doen wanneer zelfs de rechtvaardige mens ternauwernood veilig is? Koning van ontzagwekkende grootsheid, die om niet redt wie te redden zijn, red mij, bron van goedheid Gedenk, goede Jezus dat ik de reden ben voor uw [kruis]weg, stort mij niet in het verderf op die dag Trachtend mij te bereiken, liet Gij U vernederen, Gij redde mij door het kruis te verdragen. Laat zulk zwoegen niet vergeefs zijn. Rechtschapen rechter van wraak, geef de gave van vergeving voor de dag van vergelding. Ik kerm als een schuldige, van schuld kleurt mijn gezicht rood; spaar de smekeling, O God. Gij die Maria hebt vergeven en het gebed van de schurk hebt verhoord, Gij hebt mij ook hoop gegeven. Mijn gebeden zijn niet waardig, maar Gij, O Goede, heb genade, opdat ik niet zal branden in eeuwig vuur, Geef mij een plaats tussen de schapen, en zonder mij af van de bokken, door mij aan de rechterzijde te plaatsen. Wanneer de beschaamde verdoemden aan intense vlammen worden overgeleverd, roep mij dan bij de gezegenden. Ik bid, smekend en knielend, mijn hart vermorzeld als as: wil toch voor mijn einde zorgen. O tranenrijke dag, waarop uit de as zal herrijzen de schuldige mens, om berecht te worden. Spaar deze dan, O God, Goede Heer Jezus: Geef hun rust. Amen. Domine, Jesu Christe Heer Jezus Christus, Koning der heerlijkheid, bevrijd de zielen van alle gestorven gelovigen van de straffen der hel en de diepe [vuur]zee. Bevrijd ze uit de mond van de leeuw, dat de afgrond hen niet moge verslinden, dat zij niet in de duisternis mogen vallen. Maar de heilige Michael, de vandeldrager moge hen geleiden naar het heilige licht dat gij ooit aan Abraham hebt beloofd en aan zijn zaad. Offers en gebeden, Heer, brengen wij u. Neem ze aan voor die zielen die wij vandaag gedenken. Laat hen, Heer, overgaan van de dood naar het leven dat gij ooit aan Abraham hebt beloofd en aan zijn zaad. Sanctus Heilig, heilig, heilig Heer God der Heerscharen! Hemel en aarde zijn vol van uw heerlijkheid. Hosanna in den hoge! Gezegend is hij die komt in de naam van de Heer. Hosanna in den hoge! Lux aeterna Laat het eeuwig licht op hen schijnen, O Heer voor eeuwig bij uw heiligen, omdat Gij liefdevol zijt. Schenk hun eeuwige rust, O Heer; en laat het eeuwig licht op hen schijnen. In Paradisum Mogen de engelen u geleiden naar het paradijs; dat de martelaren bij uw komst u zullen ontvangen en u binnenleiden in de heilige stad Jeruzalem. Moge het koor van de engelen u ontvangen en moge u met Lazarus, eens een arme, de eeuwige rust ontvangen. Libera me Heer, bevrijd mij van de eeuwige dood op die verschrikkelijke dag, wanneer hemel en aarde geschokt zullen worden, wanneer Gij met vuur de wereld komt oordelen. Ik beef, en ik ben bang, voor het oordeel dat zal komen, en voor de naderende toorn, wanneer hemel en aarde geschokt zullen worden. |

### Latere ontwikkelingen in de kunst
Vanaf de barok komen er ook requiems die van het klassieke patroon van het requiem afwijken.
Er is een belangrijke reeks Duitse requiems, meestal gezet op teksten uit de Lutherbijbel, die soms wel (Heinrich Schütz' Musikalische Exequien), soms niet voor de liturgie bestemd zijn (Johannes Brahms' Ein deutsches Requiem).
Een sub-genre wordt gevormd door composities waarin de oude Latijnse tekst wordt afgewisseld met modernere teksten; Benjamin Brittens War Requiem is hiervan wellicht het bekendste voorbeeld (zie verder).
Reeds vanaf de 19e eeuw komen er requiems die niets meer gemeen hebben met de traditionele structuur van het requiem, zoals Peter Cornelius' Requiem, een zetting van een gedicht van Friedrich Hebbel en het Lenin-Requiem van Hanns Eisler op teksten van Bertolt Brecht.

## Composities

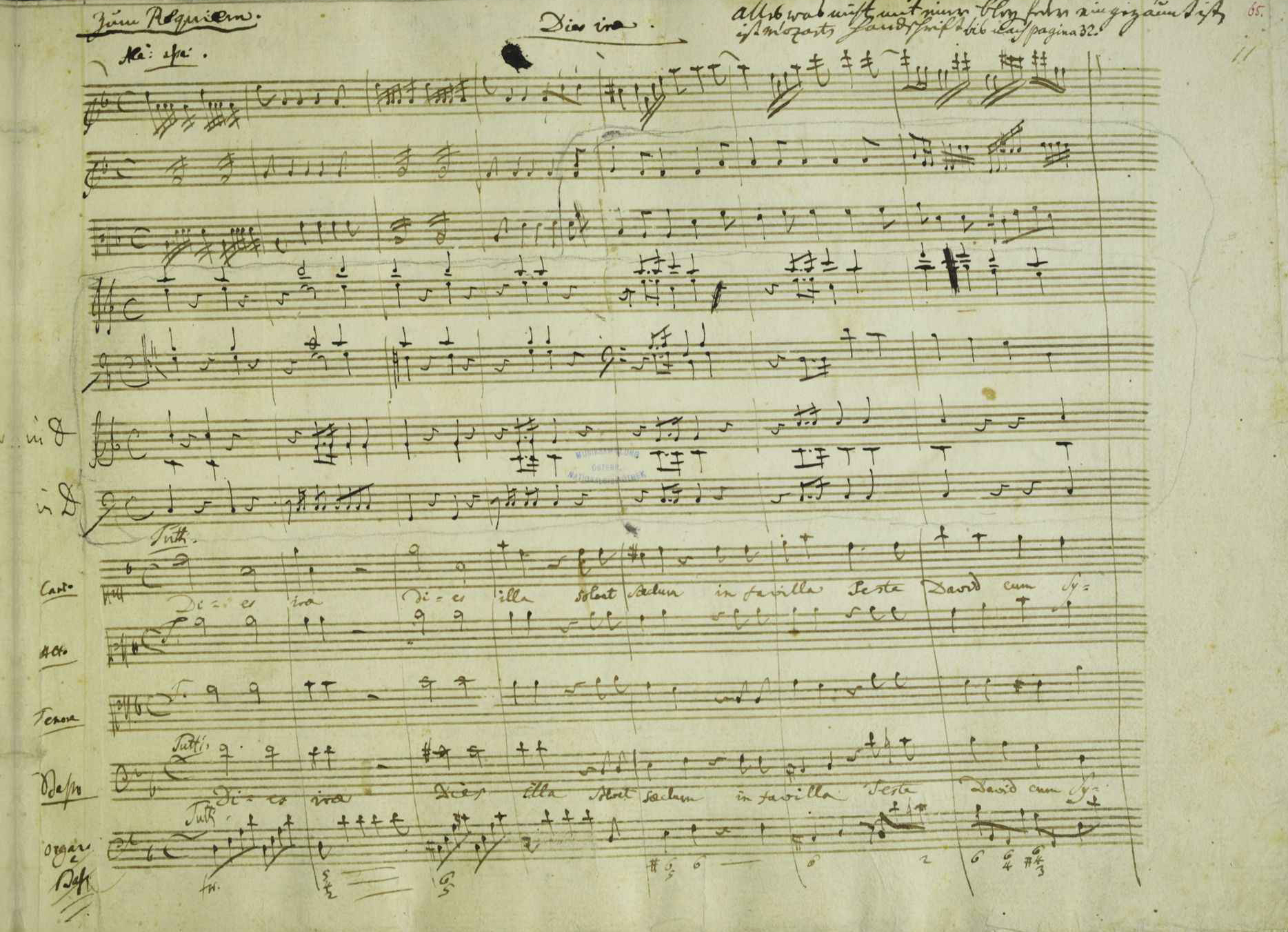
Deel van het requiem van Mozart

Een requiemmis wordt dikwijls gezongen en er zijn duizenden componisten die een requiem geschreven hebben. De lijst op de website Requiemsurvey.org telde in maart 2013 5024 requiems door 3112 componisten. Traditionele requiems zetten de originele Latijnse tekst, geheel of gedeeltelijk; vele bevatten ook een bewerking van of zijn gebaseerd op de gregoriaanse zetting van die tekst.

### Renaissance
Het eerste polyfone requiem dat bewaard is gebleven, is dat van Johannes Ockeghem, waarschijnlijk geschreven rond 1470. Een eerder requiem van Guillaume Dufay is niet bewaard. Recente publicaties suggereren echter dat Ockeghem zijn mis baseerde op (materiaal van) Dufay. Antoine Brumel componeerde als eerste de sequentia Dies irae voor zijn requiem. Tot de zestiende eeuw was het requiem een zeer algemeen genre. Later werd het iets zeldzamer.
Kenmerkend voor Renaissance-requiemmissen ten opzichte van andere missen uit die tijd is de sterke gehechtheid aan de oorspronkelijke gregoriaanse melodieën, wat o.a. voortkomt uit het karakter van de dodenmis. Een erg mooi voorbeeld hiervan is het requiem uit 1544 van Cristóbal de Morales, waarin de gregoriaanse melodie (vooral) in de bovenstem is opgenomen in lange notenwaarden.

### Barok, klassiek en romantiek
Dankzij de toenemende populariteit van de oude muziek en de "historisch geïnformeerde" uitvoeringspraktijk beginnen ook requiems bekend te worden van vóór het Requiem van Mozart (1791, onvoltooid), nog steeds een van de populairste requiems. Een paar voorbeelden: de reeds genoemde Musikalische Exequien (1635–36) van Heinrich Schütz, het Requiem (1687) van Heinrich Ignaz Franz Biber, de Messe des morts (rond 1700) van Jean Gilles (±1688–1705), het Requiem (kort na 1723) van André Campra, het Requiem Solenne (1724) en het Requiem nel giorno del defuncto imperatore Gioseffo (1726), beiden van Johann David Heinichen. De Missa pro Defunctis (1756) van Niccolò Jommelli was in de tweede helft van de 18e eeuw zeer populair, totdat het werk overvleugeld werd door Mozart's versie.
De meeste 19de-eeuwse requiems hebben het beroemde Requiem - Grande Messe des Morts (1760) van Gossec als voorbeeld. De twee bekendste en geliefdste requiems uit die eeuw zijn de Messa da Requiem (1874) van Verdi en het Requiem (1877–93) van Fauré waaruit het Dies irae is weggelaten. Andere bekende 19e-eeuwse requiems zijn de twee requiems van Cherubini (1816 en 1834–36), de Grande Messe des Morts (1837) van Berlioz, het Requiem (1849) van Bruckner, het Requiem (1852) van Schumann, de Missa pro defunctis (1855) van Von Suppé, het reeds genoemde Ein deutsches Requiem (1865–68) van Brahms, het Requiem (1878) van Saint-Saëns en het Requiem (1898) van Antonín Dvořák. Van Nederlandse bodem is de zetting van Daniël de Lange vermeldenswaard.

### 20ste eeuw
Bekende 20ste-eeuwse dodenmissen zijn geschreven door Duruflé (1947), Sigurd Islandsmoen (1934–43) en Lloyd Webber (1982). Drie bekende Engelse requiems wisselen uittreksels uit de Latijnse tekst af met Engelse teksten. Het Requiem (1936) van Herbert Howells gebruikt alleen de eerste twee zinnen van het Latijnse introïtus en verder Engelse teksten uit verschillende Anglicaanse tradities. Het reeds vermelde War Requiem (1962) van Britten zet ook een aantal pacifistische oorlogsgedichten van Wilfred Owen. Het Requiem (1985) van John Rutter ten slotte gebruikt ook teksten uit het Book of Common Prayer. 

### 21ste eeuw
De Britse componist Karl Jenkins schreef in 2005 een requiem, met zowel klassieke als moderne elementen. Daan Manneke schreef een requiem (2005) op basis van psalmteksten in een geheel eigentijds en toch toegankelijk idioom.